# رود کوییامه
رود کوییامه (به انگلیسی: Cuyama River) رودی به‌طول ۱۱۸ مایل (۱۹۰ کیلومتر) است که در ایالات متحده آمریکا جریان دارد.